# 青岗镇
青岗镇，是中华人民共和国四川省遂宁市射洪市下辖的一个乡镇级行政单位。

## 行政区划
青岗镇下辖以下地区：
街道社区、三官村、车家沟村、玉皇村、渔垭村、马鞍山村、利和村、皂角村、涌滩村、五星村、罗家沟村、小洋村、马郎村、黑柏林村、三溪口村、改良村、鹿子山村、磨滩村、三和村、袁家庵村、幸福村、金仙村、新店子村和白云村。